# Liselotte Lange
Liselotte Lange (* 28. Juni 1922 in Cainsdorf; † 2018) war eine deutsche Kunsthandwerkerin.

## Leben und Werk
Der Vater Liselotte Langes war Lehrer und Leiter der Volksschule in Cainsdorf. Schon in der Schulzeit zeigte sich Liselottes gestalterisches Talent. Sie absolvierte in Zwickau eine Lehre als Dekorateurin und war dann im Reichsarbeitsdienst in Schlesien. Anschließend erhielt sie an der Werkschule in Bad Schandau und in Radebeul eine Ausbildung zur Werklehrerin.
Nach dem Ende des Zweiten Weltkriegs begann sie, in Cainsdorf zur Sicherung des Lebensunterhalts aus Stroh Spielzeug herzustellen. Sie fand als Kunsthandwerkerin Anerkennung und wurde in den Verband Bildender Künstler der DDR aufgenommen. Ihre geflochtenen, gebundenen und gewickelten Figuren, Objekte und Konstruktionen wurden in der DDR, der Bundesrepublik und in der UdSSR ausgestellt.
Arbeiten Liselotte Langes befinden sich in der Sammlung des Museums für Sächsische Volkskunst in Dresden.

## Ausstellungen (mutmaßlich unvollständig)
- 1958, 1962/1963 und 1972/1973: Dresden und Fünfte Deutsche Kunstausstellung und VII. Kunstausstellung der DDR
- 1960: Berlin, Pavillon der Kunst („Frauenschaffen und Frauengestalten in der bildenden Kunst. 50 Jahre Internationaler Frauentag“)
- 1972: Berlin, Klub der Kulturschaffenden Johannes R. Becher (mit Dieter Groh, Annemarie Lange, Rosemarie Spies und Ingeborg Voss)
- 1974: Karl-Marx-Stadt, Bezirkskunstausstellungen

## Weblink
- Porträt von Liselotte Lange auf der Website des Museums für Sächsische Volkskunst